# Veretillum cynomorium
Espèce
Veretillum cynomorium est une espèce de cnidaires, au sein de l'ordre des Pennatules et dans la famille des Veretillidae. Elle est appelée vérétille, carotte de mer ou verge marine.

## Répartition et habitat
Cette espèce vit dans l'Atlantique Est, la Manche, la mer du Nord et la mer Méditerranée,.

## Prédateurs
Les polypes de la carotte de mer peuvent être consommés par des limaces de mer, notamment l'armine tachetée et le pleurobranche de Meckel.